# Football Club Marisca Mersch
Maillots
Actualités
Le FC Marisca Mersch (FC Marisca Miersch en luxembourgeois, forme raccourcie de Football Club Marisca Miersch) est un club de football luxembourgeois, fondé en 1908 et basé à Mersch. Il évolue en Promotion d'Honneur, la deuxième division luxembourgeoise de football.
Fondé en 1908, le Football Club Marisca Mersch est durant de nombreuses années un club modeste du football amateur au Luxembourg.
Tout bascule lors de la saison 2022-2023 où le club obtient sa promotion en BGL Ligue pour la première fois de son histoire, terminant vice-champion de Promotion d'Honneur derrière le FC Schifflange 95. En parallèle, le Marisca Mersch atteint la finale de la Coupe du Luxembourg face au FC Differdange 03.

## Historique

### Fondation et Seconde Guerre mondiale (1908 - 1945)
le Football Club Marisca Mersch est fondé en 1908 et devient alors rapidement un club modeste des divisions amateurs du football luxembourgeois.
Lors de la Seconde Guerre mondiale, le Luxembourg est annexé par les Allemands. Durant cette période, le club change de nom pour devenir le Fussballklub Mersch avant de reprendre son nom actuel à la libération du pays en 1944. 

### Accession historique en BGL Ligue (2020 - 2024)
Promu en Promotion d'Honneur à la suite de la pandémie mondiale du Covid-19 en 2020, le club se stabilise à ce niveau jusqu'à la saison 2022-2023 où le FC Marisca Mersch réalise une saison historique. Terminant vice-champion de deuxième division derrière le FC Schifflange 95, le club est promu pour la première fois de son histoire en BGL Ligue, l'élite du football luxembourgeois. En parallèle de cette accession historique, le Marisca Mersch atteint la finale de la Coupe du Luxembourg face au FC Differdange 03, réalisant un match héroïque, s'inclinant sur le score de 4-2,.
Lors de la saison 2023-2024 en BGL Ligue, le club se bat jusqu'à la dernière journée pour son maintien dans la division, mais se voit relégué en Promotion d'Honneur à l'issue de l'exercice. À la suite de cette rétrogradation, le club se sépare de son duo d'entraîneurs.

## Bilan sportif
Le tableau suivant récapitule les performances du FC Marisca Mersch dans les différentes compétitions officielles luxembourgeoises.
| Compétitions nationales |
| --- |
| - BGL Ligue - Meilleure performance : 15e en 2024 - Promotion d'Honneur - Vice-champion : 2023 - 1.Division (2) - Champion : 2013 et 2020 - Vice-champion : 1963 - Coupe du Luxembourg - Finaliste : 2023 |